# Tristan et Iseut
Pour les articles homonymes, voir Tristan et Iseut (homonymie).

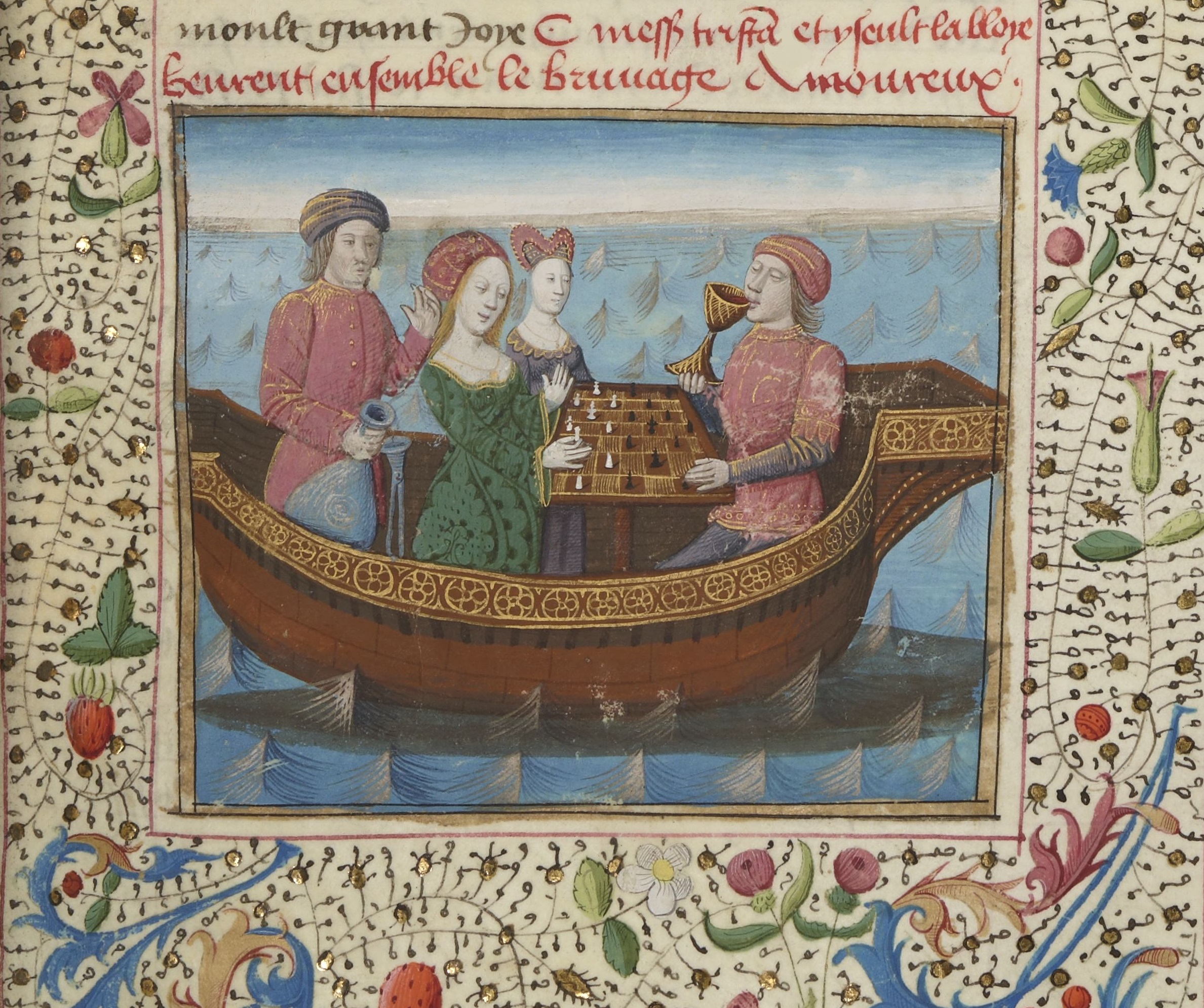
Tristan et Iseut jouent aux échecs et boivent le philtre d'amour à bord d'un navire.
Enluminure du Tristan de Léonois, 1470, BnF, département des manuscrits, ms. Français 112,.

Tristan et Iseut est un mythe littéraire médiéval dont les poètes normands, auteurs des premières versions écrites conservées de cette légende, ont situé l'action en Cornouailles, en Irlande et en Bretagne.
À l'origine, l'histoire est une tragédie centrée sur l'amour adultère entre le chevalier Tristan (ou Tristram) et la princesse Iseut (ou Iseult, Yseut, Yseult, Isolde, Ysolde). Elle précède la légende arthurienne de Lancelot du Lac et de Guenièvre, qui en est probablement inspirée, et a influencé durablement l'art occidental (peinture, littérature, etc.) depuis qu'elle est apparue au XIIe siècle. Même si l'histoire a été adaptée et modernisée à plusieurs reprises, la relation et les conflits qui en découlent sont régulièrement repris.

## Récit

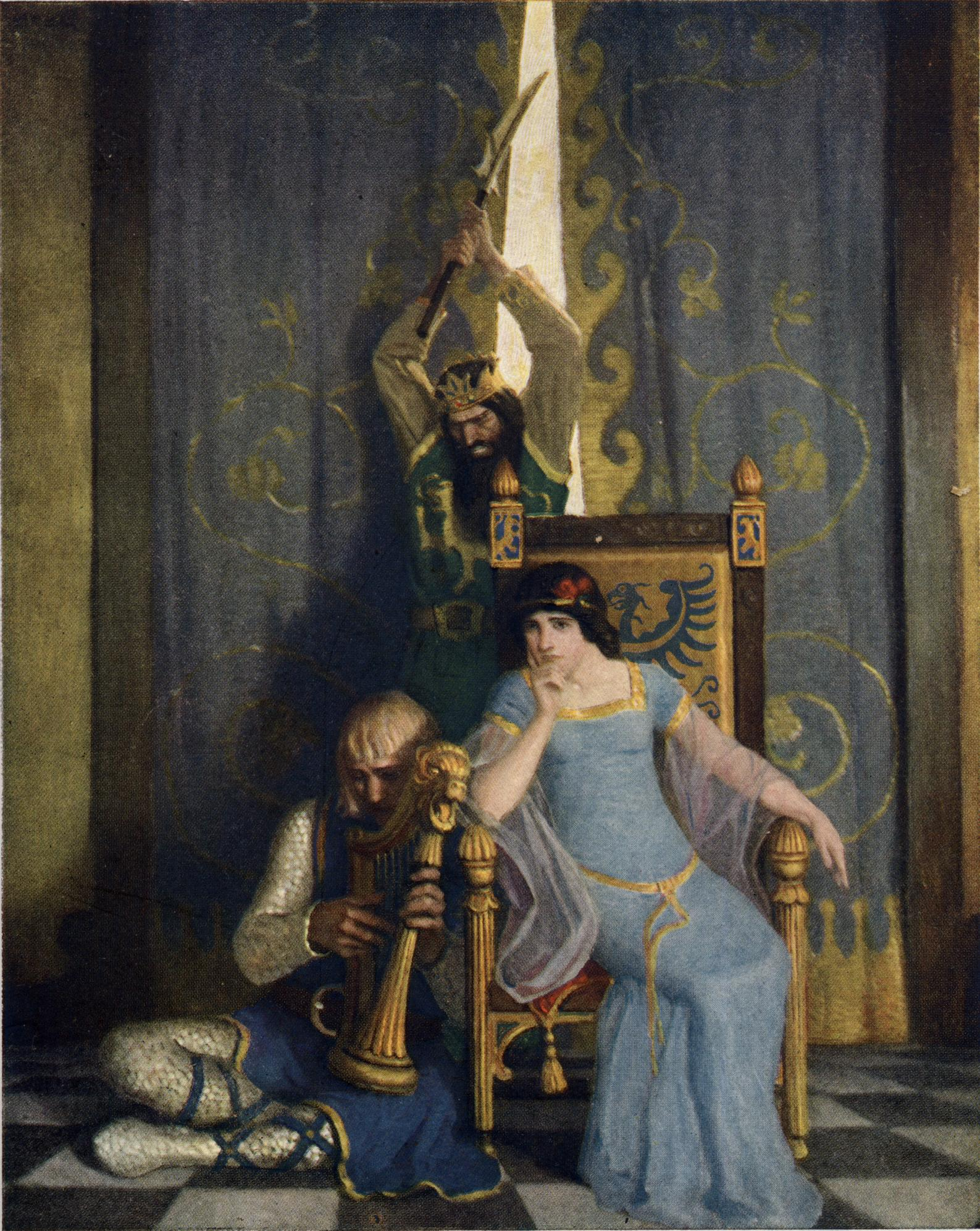
Marc de Cornouailles tue Tristan alors qu'il était assis en train de jouer de la harpe devant Iseut.

Le roi Marc de Cornouaille envoie son neveu Tristan chercher Iseut la Blonde pour lui demander sa main. Mais sur le chemin du retour Tristan et Iseut boivent un philtre d'amour. Tristan et Iseut tombent donc éperdument amoureux mais Iseut doit se marier avec Marc. Un jour, Marc apprend que Tristan et Iseut sont amants et les condamne au bûcher. Mais par un miracle ils en réchappent. Un autre jour, Marc les découvre séparés par une épée et ils font la paix. Tristan accepte de restituer Iseut à Marc et de quitter le pays. Il se marie avec une autre Iseut. Iseut aux Blanches Mains est jalouse de l'amour que son mari porte à Iseut la Blonde. Lorsque Tristan, blessé à mort, appelle Iseut la Blonde à son secours, car elle est la seule capable de le guérir, il convient que le bateau reviendra avec une voile blanche si elle accepte de le secourir. Iseut arrive alors dans un vaisseau à la voile blanche, mais l’épouse de Tristan, de colère et de jalousie, lui dit que la voile est noire. Se croyant abandonné par celle qu’il aime, il se laisse mourir. Iseut la Blonde, apprenant la mort de Tristan, se laisse mourir dans ses bras.

## Origine du mythe

### Origine indo-européenne
Une origine indo-européenne relativement large est suggérée par des chercheurs après l'étude de Vis et Ramin, un roman poétique persan du XIe siècle qui présente des similarités importantes avec le récit de Tristan et Iseut et qui est un ouvrage central de la littérature persane. Plus qu'une copie ou qu'une inspiration commune, il s'agirait plutôt d'une origine commune qui aurait donné à ces deux ouvrages des caractéristiques similaires. Des liens avec des récits pouvant se trouver chez les Alains, un peuple iranien ayant migré vers l'Occident, sont aussi étudiés.

### Origine celtique
L’origine de l'histoire est incertaine, mais la légende serait pour une bonne partie due aux apports de différents peuples celtes (dont les Gallois, les Cornouaillais, les Bretons armoricains) de l’aire culturelle brittonique. Certains critiques comme Bédier, Wolfgang Golther ou Gertrude Schoepperle situent le texte initial de la légende dans la première moitié du XIIe siècle. D’autres comme Carney le font remonter au VIIIe siècle. Cependant, l’existence même d’un premier récit unique et complet à la base de ceux qui nous ont été conservés est sujette à caution. La légende ne s'est probablement pas constituée en une seule fois. Elle se serait développée progressivement de manière orale et transmise de génération en génération, puis au fil des réécritures, des réinterprétations et d’enrichissements ou déformations culturels ou géographiques. En se fondant notamment sur les éléments les plus archaïques de la légende, on peut cependant supposer que les bardes gallois, à l'origine des premiers écrits connus sur Tristan (les triades), se sont eux-mêmes inspirés d'une légende de la littérature celtique. Celle-ci a pour protagonistes les amoureux Diarmuid et Grainne. Nombre de motifs présents dans cette légende se retrouvent dans les récits de Tristan. On a aussi pu donner comme autre source du mythe la légende de Deirdre et de Noise.
Parmi les origines possibles de la légende, Philippe Walter, citant un récit gallois, l'Ystoria Trystan, évoque une lecture saisonnière du mythe tristanien où « Yseut appartient à Marc durant les mois sombres de l'année et elle appartient à Tristan durant la saison claire ».

« Alors Arthur lui fit faire la paix avec March ap Meirchion. Il s'entretint avec eux deux tour à tour, mais aucun d'eux ne voulait se passer d'Essylld. Alors Arthur décida que l'un l'aurait pendant qu'il y a des feuilles sur les arbres ; l'autre quand il n'y en a pas : au mari de choisir. March choisit l'époque où les arbres n'ont pas de feuilles parce qu'alors les nuits sont plus longues… »

### Influence des romans antiques
Même si les motifs de Tristan sont directement liés à ceux de mythes celtiques, il n'est pas difficile d’établir des relations entre les romans antiques et les romans de Tristan, notamment celui de Thomas. En effet, les caractéristiques les plus originales de ce dernier par rapport à la version commune, comme la multiplication des monologues et des commentaires au détriment du récit pur, semblent empruntées au roman antique. Elles sont la base d’une réflexion sur l’amour au sein même du roman qui se rapproche des préoccupations de certains romans antiques. Surtout, et ici de façon plus générale, les romans de Tristan, même si aucun n'est complet, retracent le parcours du héros de sa naissance jusqu’à sa mort. Ils se caractérisent par ce que Emmanuèle Baumgartner appelle dans son étude Tristan et Iseut : de la légende aux récits en vers une « structure biographique » qui calque « le temps du récit sur le modèle du temps humain ». Cette structure est héritée en droite ligne des romans antiques. Selon Goulven Peron, les romans antiques (surtout ceux de Stace, Virgile et Ovide) formeraient même la source principale des schémas narratifs du roman de Tristan et Iseut.

### Les romans deTristanet la tradition courtoise

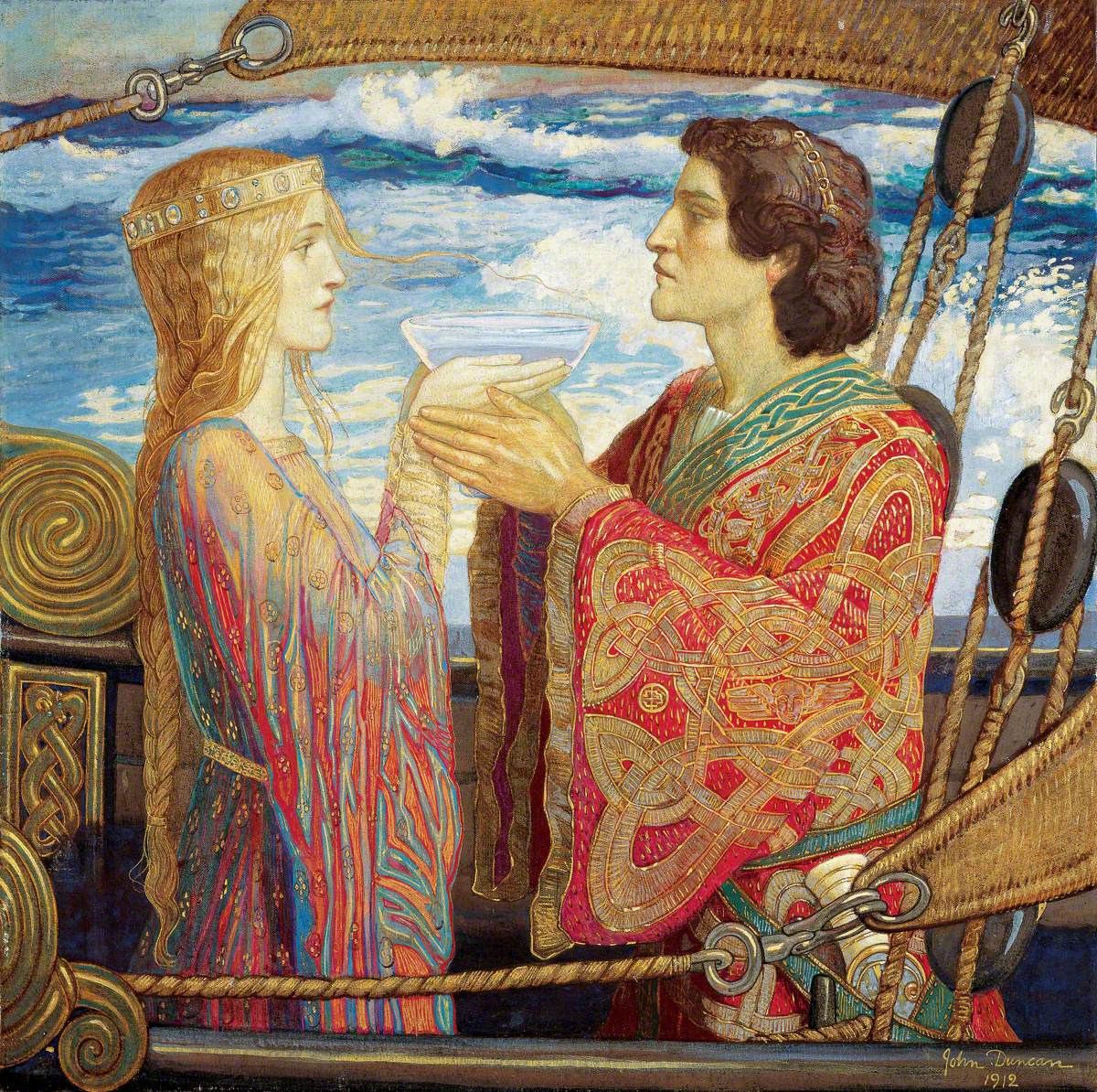
Tristan & Isolde, toile de John Duncan, 1912.

La présence du terme de fin'amor dans le manuscrit de Béroul comme celle d’un véritable discours sur l’amour chez Thomas peuvent induire en erreur et amener à rapprocher trop rapidement les romans de Tristan du genre du roman courtois. La différence majeure tient à ce que dans la tradition courtoise, le désir est unilatéral (de l’homme vers la femme objet de désir) et est absolument maîtrisé et canalisé dans le but de produire le discours amoureux qui constitue la matière même de l'œuvre. Or ce qui fonde les romans de Tristan et au-delà la légende même de Tristan et Iseut, c'est l’incapacité des deux amants à maîtriser leur désir. Quand le désir dans la tradition courtoise est fécond parce qu’il n'est jamais réalisé et permet au poète de chanter son amour, le désir dans les romans de Tristan, en raison du philtre, est toujours déjà réalisé, et constitue une source d’angoisse plus qu’un sujet d’exaltation. Au culte du désir de la tradition courtoise les romans de Tristan substituent l’image d'un désir destructeur, qui constitue même un contre-modèle dont on doit détourner les jeunes générations. Le récit de cette passion funeste doit chez Thomas prévenir les nouveaux amants.
« Encuntre tuiz engins d'amur! »
« Contre tous les pièges de l'amour ! »
Cependant, une interprétation purement négative du désir dans les romans de Tristan serait biaisée ; on peut également voir dans la mort des amants la réalisation suprême d’un amour qui dépassait nécessairement les bornes du monde des hommes. Il reste que le désir dans les romans de Tristan est, contrairement à sa position dans les romans courtois, à la fois réciproque et impossible à maîtriser.

## Textes

### Les textes

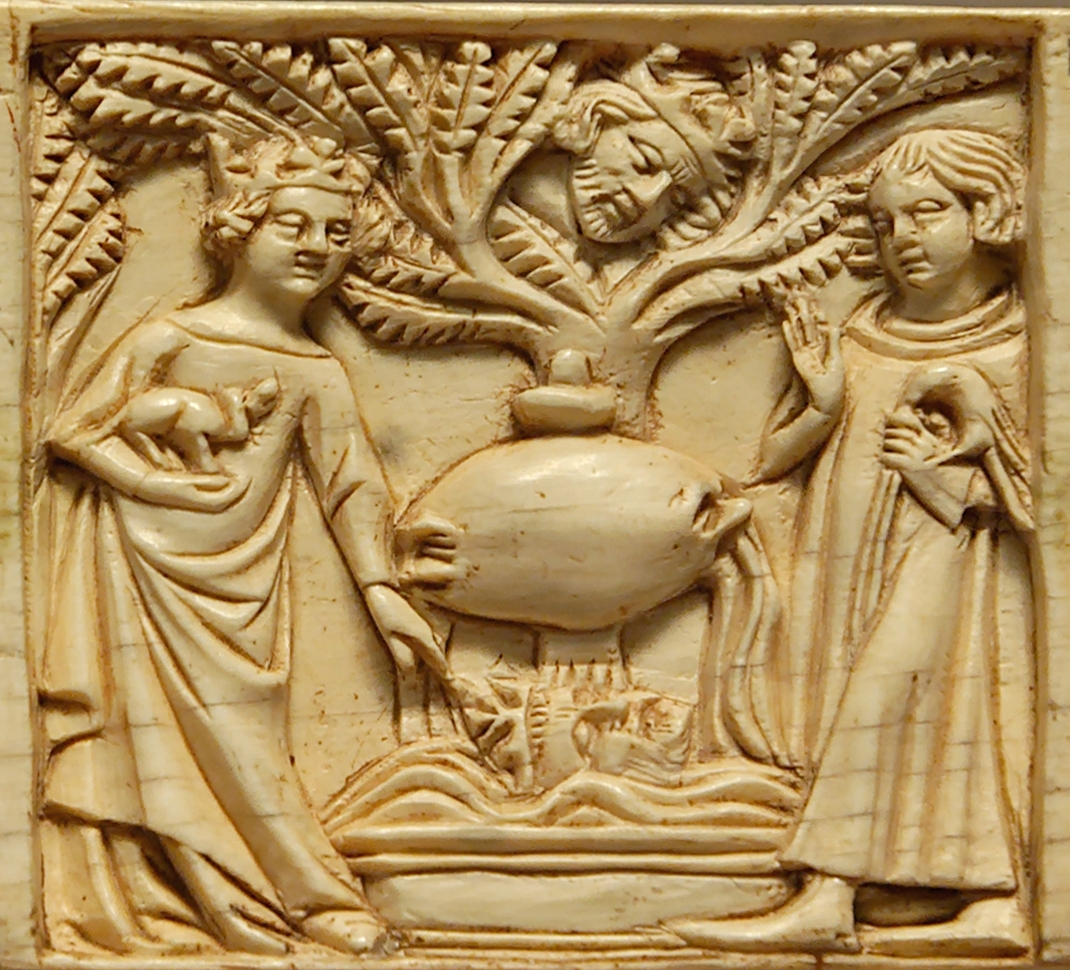
Tristan et Iseut à la fontaine, épiés par le roi Marc.
Détail d'un panneau de coffret, ivoire, Paris, musée du Louvre, vers 1340-1350.

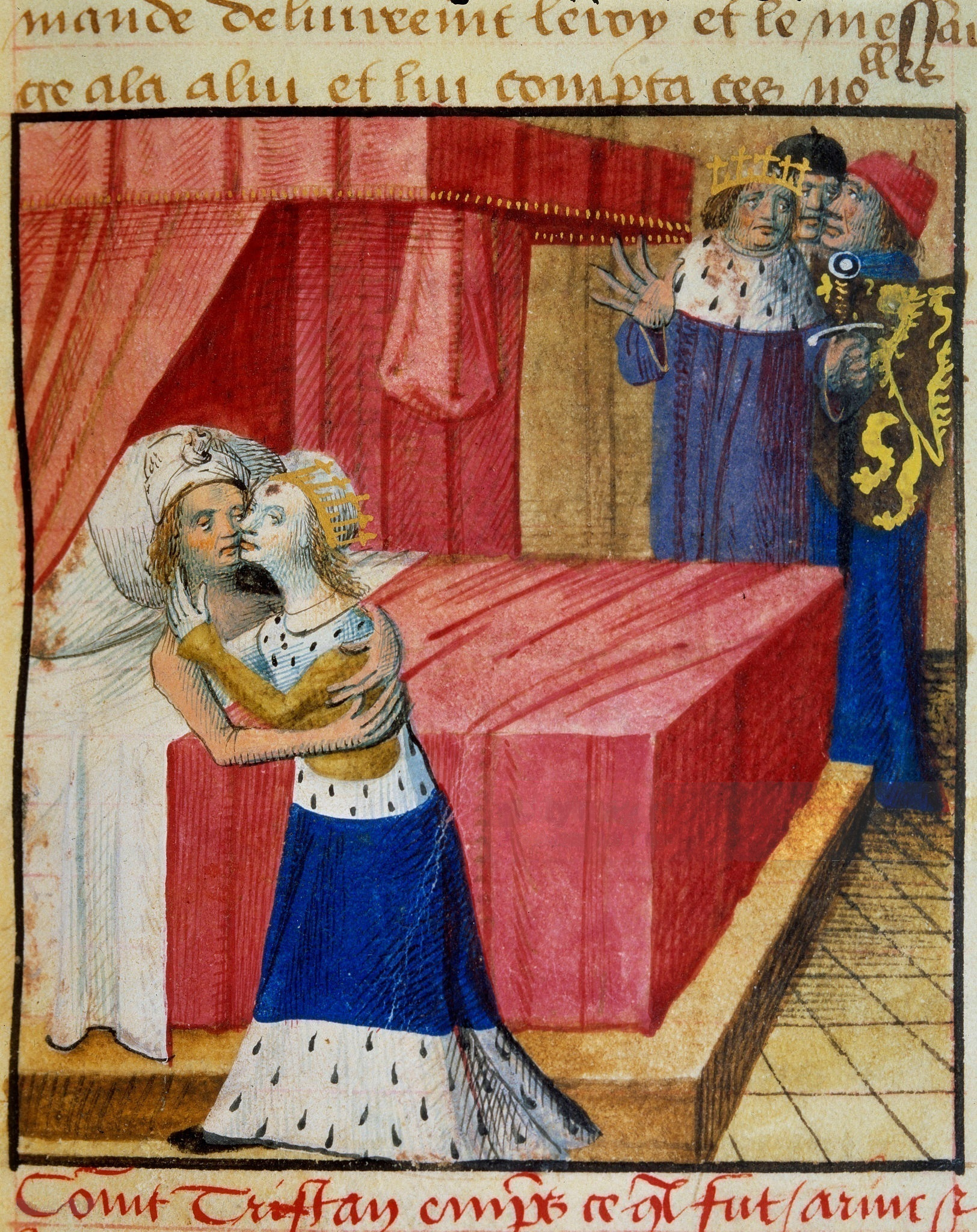
Iseut embrasse Tristan sur son lit de mort.
Enluminure d'Évrard d'Espinques ornant le Roman du Chevalier Tristan et de la reine Yseult écrit par Gassien de Poitiers, Chantilly, musée Condé, ms. 647, XVe siècle.

Le texte apparaît dans la tradition orale de Bretagne dans l'ancienne Gwerz de Bran  (« bran » signifiant corbeau en français). Il s'agit d'un chant attesté du IXe siècle et publié par Théodore Hersart de La Villemarqué dans le Barzaz Breiz plusieurs siècles plus tard sous le titre Le Prisonnier de guerre.
Au XIIe siècle, il est traduit en français par un trouvère et fait ainsi son entrée dans la littérature écrite. Plusieurs textes différents voient ensuite le jour, dont les célèbres versions de Béroul et de Thomas d'Angleterre, certains ont été perdus, comme celui de Chrétien de Troyes ; aucun de ceux qui nous sont parvenus n'est intégral. Entre 1900 et 1905, Joseph Bédier a reconstitué une version « complète » de la légende à partir de Béroul, Thomas d'Angleterre, Eilhart von Oberge et de fragments anonymes. Son ouvrage, qui a fait redécouvrir l'histoire, est devenu la version de référence pour le lecteur non spécialiste moderne.
- Le Roman de Tristan est l'œuvre du Normand Béroul. Les critiques diffèrent sur la date de sa rédaction. La version communément admise est que la première partie (jusqu'au réveil dans le Morrois) date de 1170, et que la deuxième partie a été rédigée plus tardivement. Incomplet, le manuscrit conservé est une copie de la fin du XIIIe siècle. Il constitue ce qu'on appelle généralement la « version commune » de la légende de Tristan.
- Le Tristan de Thomas d'Angleterre date de 1175. On l’a baptisé « version courtoise », en raison de la profondeur du développement de la psychologie des personnages. Cependant, la matière même du mythe de Tristan fait que cette version s’inscrit en opposition avec nombre de codes de la tradition courtoise.
- Deux manuscrits racontent un épisode où Tristan s’est déguisé en fou pour revoir Iseut ; ils s’appellent tous deux Folie Tristan. La Folie Tristan d’Oxford est généralement rattachée au roman de Thomas et la Folie Tristan de Berne à la version dite commune de Béroul.
- Marie de France traite aussi cette histoire dans le Lai du Chèvrefeuille. Il a sans doute été composé entre 1160 et 1189.
- Le poète allemand Eilhart von Oberge compose entre 1170 et 1190, en grande partie d'après Béroul, la première version de l'histoire en moyen haut allemand, Tristrant. Le texte est divisé en deux parties, la première conte les amours des parents de Tristan, Rivalin et Blantzeflur (Blanchefleur), la seconde se consacrant à Tristan et Iseut. On retrouve cette structure dans le roman de Chrétien de Troyes intitulé Cligès, écrit vers 1176, dans lequel il est plusieurs fois fait allusion à Tristan et Iseut[7].
- Lanzelet de Ulrich von Zatzikhoven, écrit vers l'an 1200, où Tristan est un chevalier de la cour d'Arthur.
- Dans Le Bel Inconnu de Renaud de Beaujeu, écrit également vers 1200, Tristan organise, avec le Roux de Montescler, le tournoi de Valedon, où s'illustrent de nombreux chevaliers, dont Tristan lui-même, Gauvain et surtout Guinglain, le fils de Gauvain.
- Le poète allemand Gottfried von Strassburg a composé un Tristan und Isold (de) vers 1210, sans doute inspiré de la version de Thomas d’Angleterre.
- La Saga de Tristan et Iseut (no), écrite en 1226 par Frère Robert (no) à l'intention du roi Håkon IV de Norvège. C'est un récit complet, reprenant de nombreux éléments du Tristan de Thomas d'Angleterre et du Roman de Tristan de Béroul, auxquels ont été ajoutées quelques traces de mythologie scandinave.
- Le Roman de Jaufré (anonyme, début du XIIIe siècle), fait évoluer le personnage de Tristan pour en faire un chevalier de la Table Ronde, à la cour du roi Arthur.
- Dans le Tristan en prose (attribué à Luce del Gat et Hélie de Boron, deux chevaliers-écrivains, XIIIe siècle) et le cycle Post-Vulgate qui le reprend en partie, Tristan participe à la Quête du Graal.
- Sir Tristrem (en), écrit au XIIIe siècle en moyen anglais, basé sur la version de Thomas d'Angleterre
- Tristan fait une brève apparition dans la Divine Comédie de Dante (début XIVe siècle), où il séjourne en Enfer pour luxure.
- Ysaÿe le Triste (fils de Tristan et Iseult, naît peu avant la mort tragique de ses parents décrite dans Tristan et Iseult de Thomas d’Angleterre, écrite vers 1170), écrit en picard, Anonyme, première moitié du XIVe siècle
- Version anglaise de Thomas Malory, dans The Book of Sir Tristram de Lyones (publié dans Le Morte D'Arthur, XVe siècle).
- Tristan und Isolde (Tristan et Iseult), inachevé, Carl Leberecht Immermann, 1840.
- Le poète Algernon Swinburne écrivit en 1882 un long poème épique, Tristram of Lyonesse (en). Lyonesse (en) (aussi nommé Léoneis, Léonois ou Loönois) est un royaume légendaire qui se situerait entre le Land's End et les Îles Scilly. Ce serait la terre natale de Tristan.

## La légende (dans la version de Joseph Bédier)

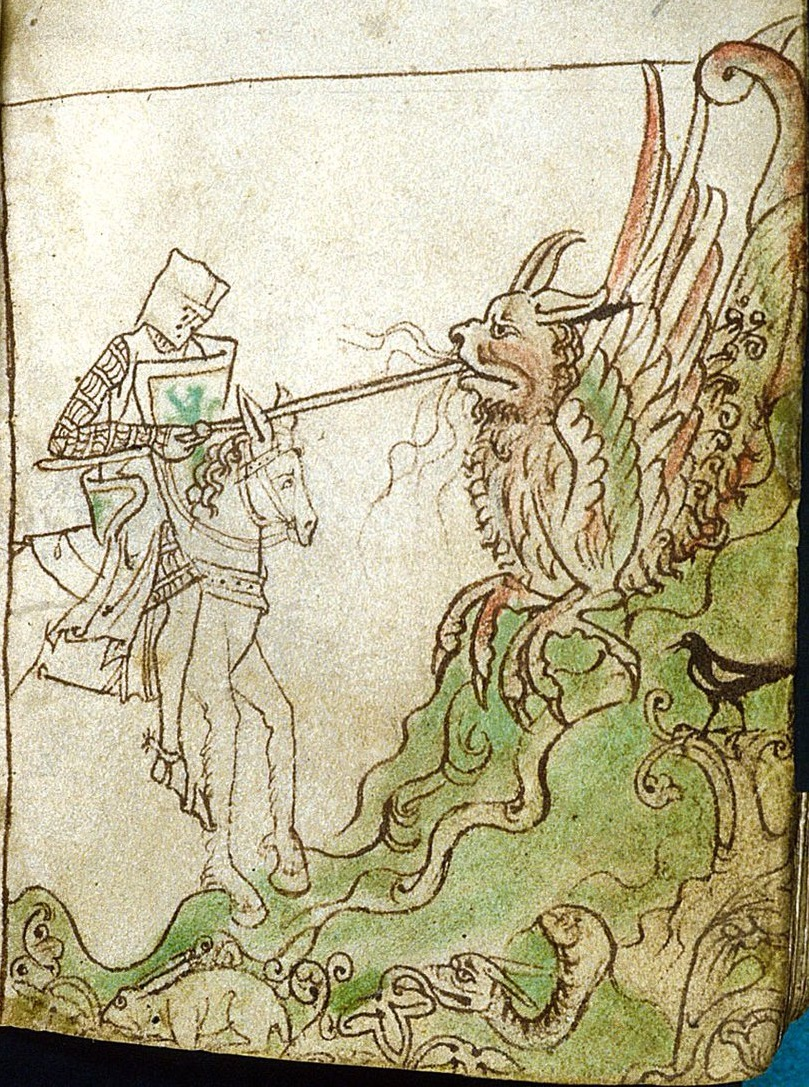
Tristan pourfendant le dragon.
Enluminure conservée à la British Library (fin XIIIe siècle - début XIVe siècle).

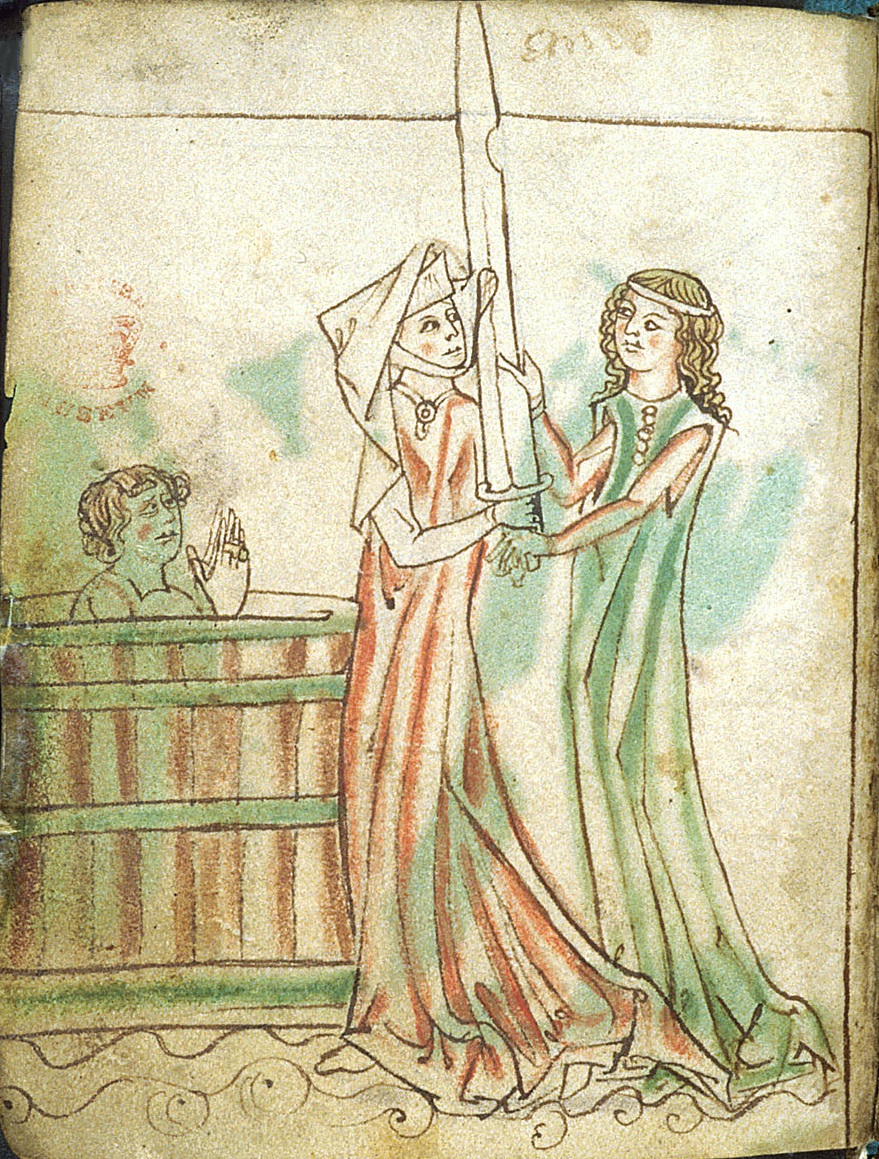
Iseut comprend que Tristan a tué Morholt en examinant l'épée du chevalier.
Enluminure conservée à la British Library (fin XIIIe siècle - début XIVe siècle).

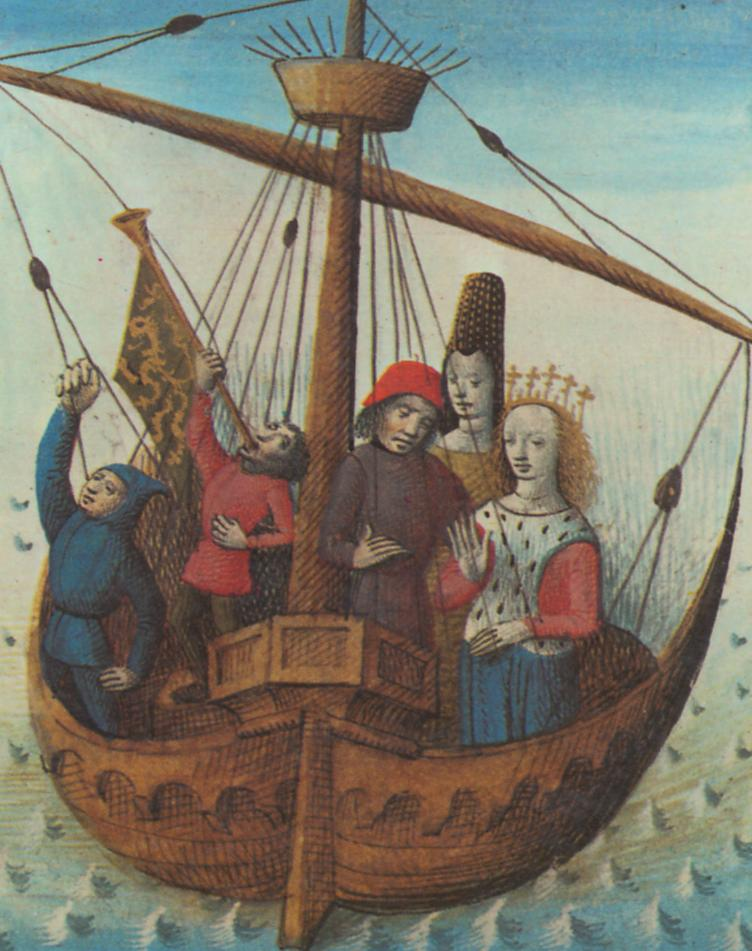
Tristan et Iseult se rendant en Cornouailles en bateau. Enluminure du XVe siècle, musée Condé.

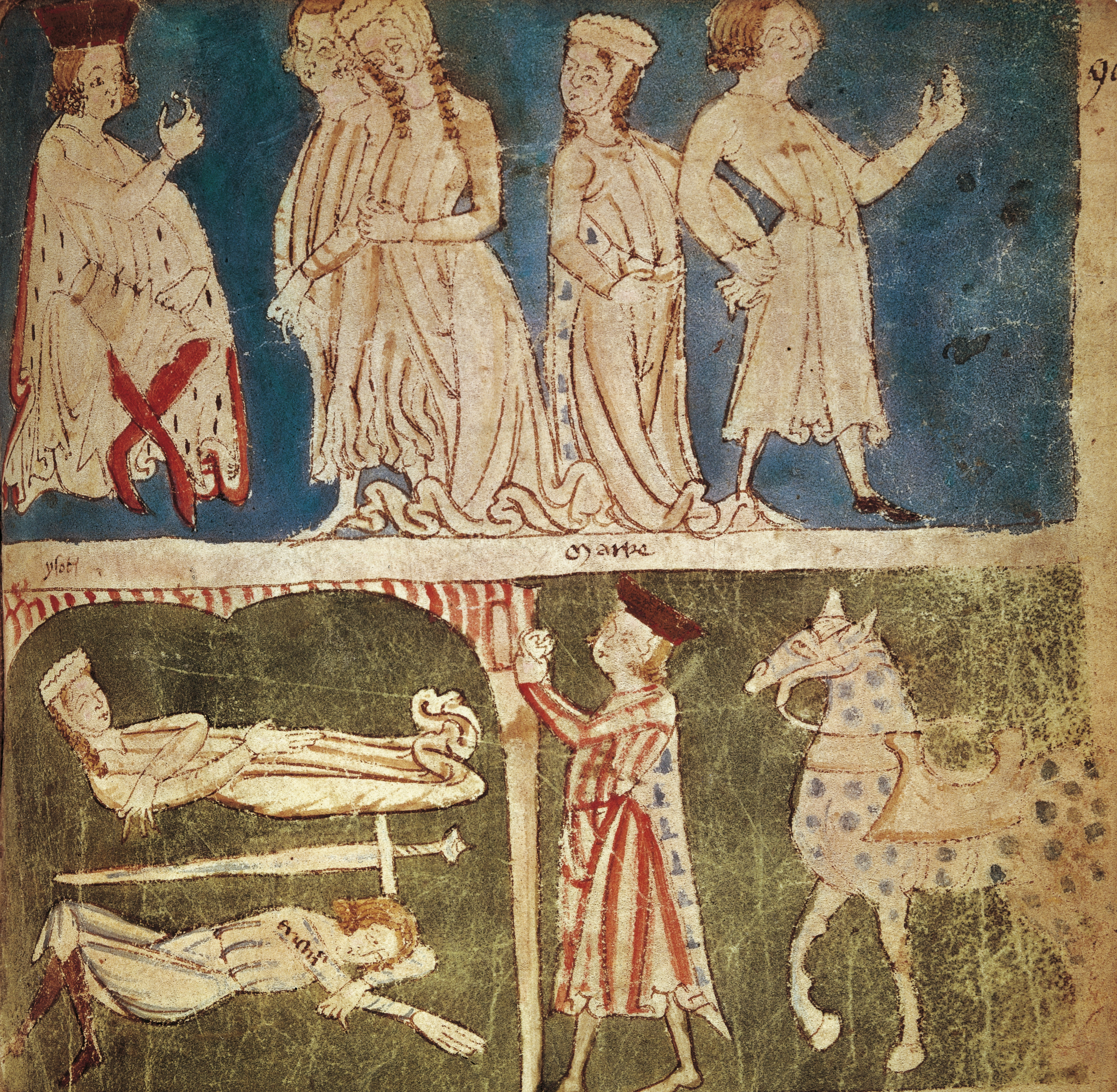
Enluminure figurant deux scènes du Tristan und Isold de Gottfried von Strassburg (XIIIe siècle).
Dans la partie supérieure, Tristan et Iseut s'enfuient de la cour du roi Marc'h.
Dans la partie inférieure, le roi Marc'h surprend Tristan et Iseut endormis, l'épée de Tristan séparant chastement les deux amants.

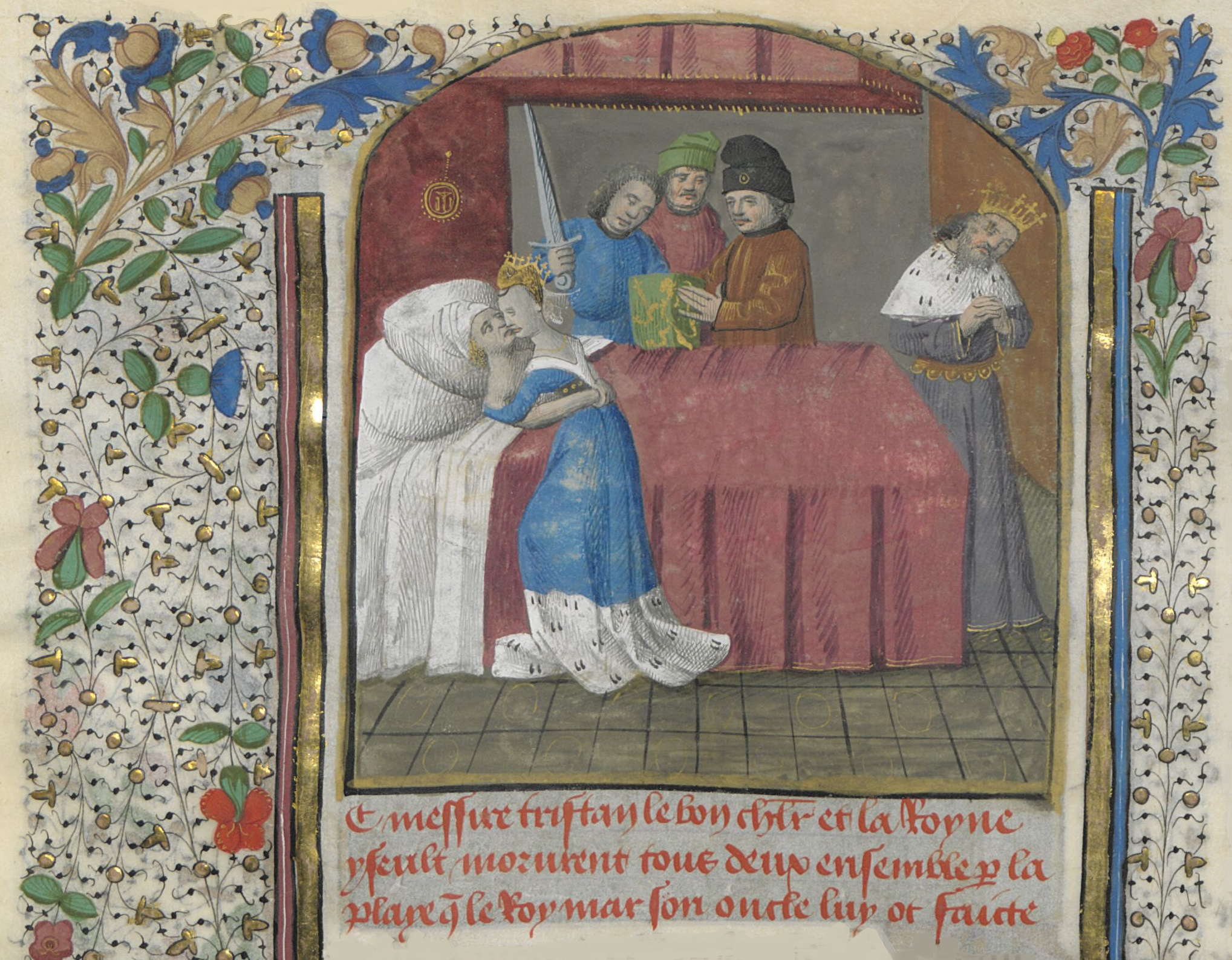
La mort de Tristan et d'Yseut.
Enluminure du XVe siècle, BnF, département des manuscrits, ms. Français 116,.

Ce résumé n’est qu’une courte synthèse tant la légende connaît de versions et de développements différents, parfois contradictoires.
Rivalen, roi de Loonois en Petite-Bretagne a épousé Bleunwenn (nom breton signifiant « Blanche-Fleur »), la sœur de Marc'h, roi de Cornouailles (dans le sud-ouest de l'Angleterre). Il confie sa femme à son maréchal Rouhalt. Plus tard, Rivalen est tué par son ennemi, Morgan, lors d'un guet-apens, avant la naissance de Tristan. Blanchefleur, la mère de Tristan, meurt peu après l'accouchement.
Tristan est alors recueilli par Rohalt, le maréchal de Rivalen. Rohalt l'élève pendant sept ans, puis le confie à Gorvenal (écuyer). Plus tard, il est recueilli par son oncle, le roi Marc’h, en Cornouailles. Ce dernier devait s’acquitter du paiement d’un tribut auprès du roi d’Irlande. Quelques années plus tard, Tristan décide d’en finir avec cette coutume et quand il arrive dans l’île, il doit combattre le géant Morholt, le beau-frère du roi. Tristan reçoit un coup d’épée empoisonnée, mais il blesse mortellement le géant qui, dans un dernier souffle, lui indique qu’Iseut, la fille du roi, a le pouvoir de neutraliser le poison. La jeune fille guérit Tristan de ses maux sans qu’elle sache qu’il a tué son oncle Morholt. Une fois rétabli, il reprend la mer et retourne près de son oncle.
Marc’h souhaite que son neveu lui succède à la tête de la Cornouailles, mais des seigneurs s’y opposent, préférant une succession directe. Le roi décrète qu’il épousera celle à qui appartient le cheveu d’or, déposé le matin même par deux hirondelles. Tristan se souvient d’Iseut et suggère une ambassade auprès du roi d’Irlande. À peine débarqué, surgit un terrible dragon qu’il doit combattre et occire non sans avoir été blessé. Pour la seconde fois, il est soigné par la fille du roi. Iseut voit que l’épée du chevalier porte une marque qui correspond à un morceau de fer, retrouvé dans le crâne de Morholt ; elle comprend que c’est Tristan qui a tué son oncle, mais renonce à toute idée de vengeance. Il s’acquitte de sa mission et le père accepte que sa fille épouse le roi de Cornouailles Marc’h, ce qui est une manière de solder les différends entre les deux royaumes. Iseut éprouve quelque ressentiment du peu d’intérêt que lui manifeste Tristan, mais s’embarque pour la Grande-Bretagne.
La reine d’Irlande remet un philtre magique à Brangien, la servante d’Iseut qui est du voyage. Il est destiné aux nouveaux mariés le soir de leur nuit de noces. La puissance du philtre est telle qu’après absorption, les amants sont épris et heureux pendant trois ans, et qu’une séparation leur sera insupportable, voire fatale. Par erreur, Brangien donne ce philtre à Tristan durant la navigation entre l’île et le continent, par une chaude soirée de la Saint-Jean. Croyant se désaltérer avec du vin, Tristan boit du breuvage magique et en offre à Iseut. L’effet est instantané. En dépit de ce nouvel amour indéfectible, la jeune fille épouse le roi Marc’h. Mais, le soir des noces, c’est la servante Brangien (la servante irremplaçable, vraie magicienne) qui prend place dans le lit du roi car elle est toujours vierge... Cela n’est pas le cas d’Iseut, qui reviendra se glisser dans les draps de son mari au petit matin après avoir passé la nuit dans les bras de Tristan.
Après de multiples péripéties, les amants prennent la fuite et se réfugient dans la forêt sombre et impénétrable du Morrois (forêt de Moresk près de Truro). Au bout de trois ans, comme l’avait décidé la reine d’Irlande, mère d’Iseut, la magie du philtre cesse le jour de la Saint-Jean. Après un long temps de recherche, le roi les surprend endormis dans la grotte qui les abrite, l’épée de Tristan plantée dans le sol entre eux deux. Le roi pense qu’il s’agit d’un signe de chasteté et respecte la pureté de leurs sentiments. Il remplace l’épée par la sienne, met son anneau au doigt d’Iseut et s’en va. Au réveil, ils comprennent que le roi les a épargnés et leur a pardonné. Le charme ayant cessé d’agir, ils conviennent à « grande douleur » de se séparer, et Iseut retourne près du roi Marc’h. Mais si après trois ans ils ne s’aiment plus de manière magique, ils continuent cependant à s’aimer de manière « humaine » et connaissent maintenant le venin de la jalousie qu’ils n’avaient pas connu avant.
Le roi Marc'h reprend sa femme en grand honneur mais bannit néanmoins Tristan à cause de la jalousie de certains de ses barons. Après avoir longuement hésité Tristan part en Bretagne où il finit par épouser Iseut aux Blanches Mains, dont la beauté et le nom (qui a un caractère magique) lui rappellent celle d’Iseut la Blonde. Son occupation principale est de guerroyer et, lors d’une expédition, il est gravement blessé. Une fois de plus, seule Iseut la Blonde peut le sauver. Il la fait réclamer en convenant que le bateau reviendra avec une voile blanche si elle a accepté de venir le secourir. Le vaisseau arbore en effet une voile blanche, mais l’épouse de Tristan, Iseut aux Blanches Mains, qu’il n’a jamais « honorée », malheureuse de jalousie, lui annonce que la voile est noire. Se croyant abandonné par celle qu’il aime, il se laisse mourir. Iseut la Blonde, arrivée près du corps de Tristan, meurt à son tour de chagrin. Le roi Marc’h prend la mer, ramène les corps des amants et les fait inhumer en Cornouailles, l’un près de l’autre. Une ronce pousse et relie leurs tombes. D’autres disent que c’est un rosier qui fleurit sur la tombe d’Iseut et une vigne qui orna celle de Tristan, et tant ils sont liés l’un à l’autre que quiconque ne sut et ne saura les séparer, malgré les efforts du roi Marc'h.

## Dans la culture

### Littérature

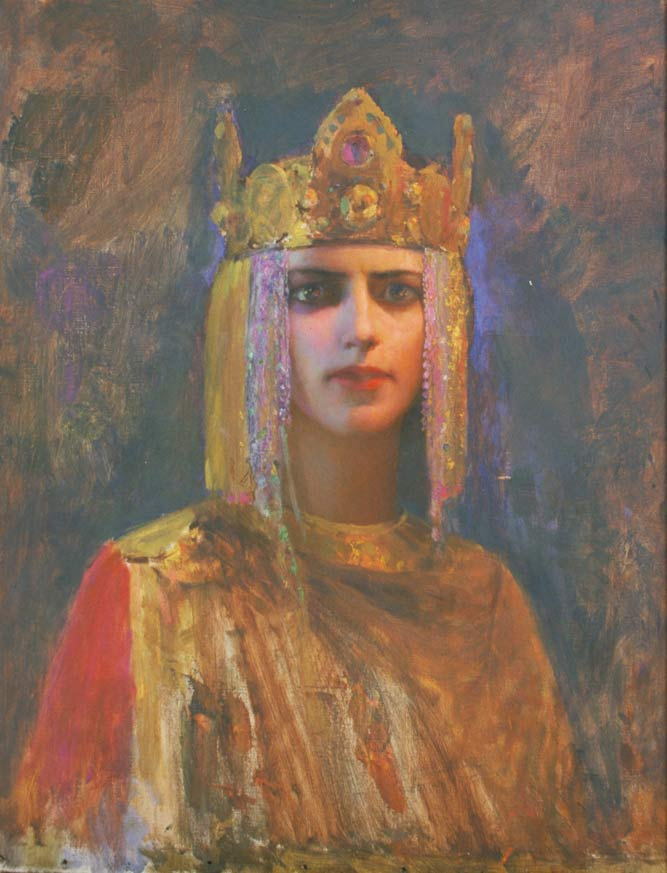
Yseult la blonde.
Huile sur toile symboliste de Gaston Bussière, musée des Ursulines de Mâcon.

#### Versions en français moderne
- Le Roman de Tristan et Iseut, Paris, Henri Piazza éditeur d'art, 1900, illustré de compositions de Robert Engels : cet ouvrage a été traduit en allemand en 1901 et en anglais en 1903 — Texte sur Wikisource
- Tristan et iseut, Blaise Gautier, 1900[8]
- Le roman de Tristan par Thomas : poème du XIIe siècle, 2 volumes, collection « Société des anciens textes français », Paris, Librairie de Firmin-Didot & Cie, 1902-1905 — lire sur Gallica.
- Tristan et Iseult, Le livre de poche, renouvelé en français moderne d'après les textes des XIIe et XIIIe siècles par René Louis, 1972 (ISBN 2253004367)
- Le roman de Tristan et Iseut, édition 10/18, collection bibliothèque médiévale. Préface de Gaston Paris et version de Joseph Bédier  (ISBN 2264003790)
- Tristan et Iseut, André Mary, 1941
- Le roman de Tristan et Iseut, Jean-Francis Reille (ou Jean-François Reille), 1963. L'ouvrage se base sur les œuvres de Béroul, Thomas d'Angleterre, Eilhart von Oberge, Frère Robert, Gottfried von Strassburg, le Tristan en prose, les deux Folie Tristan et quelques textes anonymes[9].
- Deux œuvres de Pierre Champion :
  - Le roman de Tristan et d'Iseult, 1965
  - Le Roman de Tristan
- Tristan et Iseut, Pierre Dalle Nogare, préfacée par Alain Bosquet et illustrée de dix gravures originales sur cuivre de Lars Bo, Gisèle Celan-Lestrange, Gérard Diaz, Donatella, Gérard Trignac et alii (Paris, Club du livre, 1985)
- Tristan et Iseut, Michel Cazenave, 1994
- Tristan et Iseut de Béroul. Présentation, notes et traduction en français moderne de Philippe Walter. Dossier de Corina Stanesco (BAC 2001), Le livre de poche, (ISBN 9782253160724)
- Deux romans de Jacques Cassabois :
  - Tristan et Iseut : Jamais l'un sans l'autre, 2006[10]
  - Le chevalier Tristan, 2014[11]
- Tristan et Yseut de Béroul. Présentation et traduction de Daniel Poirion. Préface de Christiane Marchello-Nizia. Gallimard, collection Folio classique (BAC 2001),  (ISBN 9782070392568)

#### Littérature inspirée de la légende depuis 1945

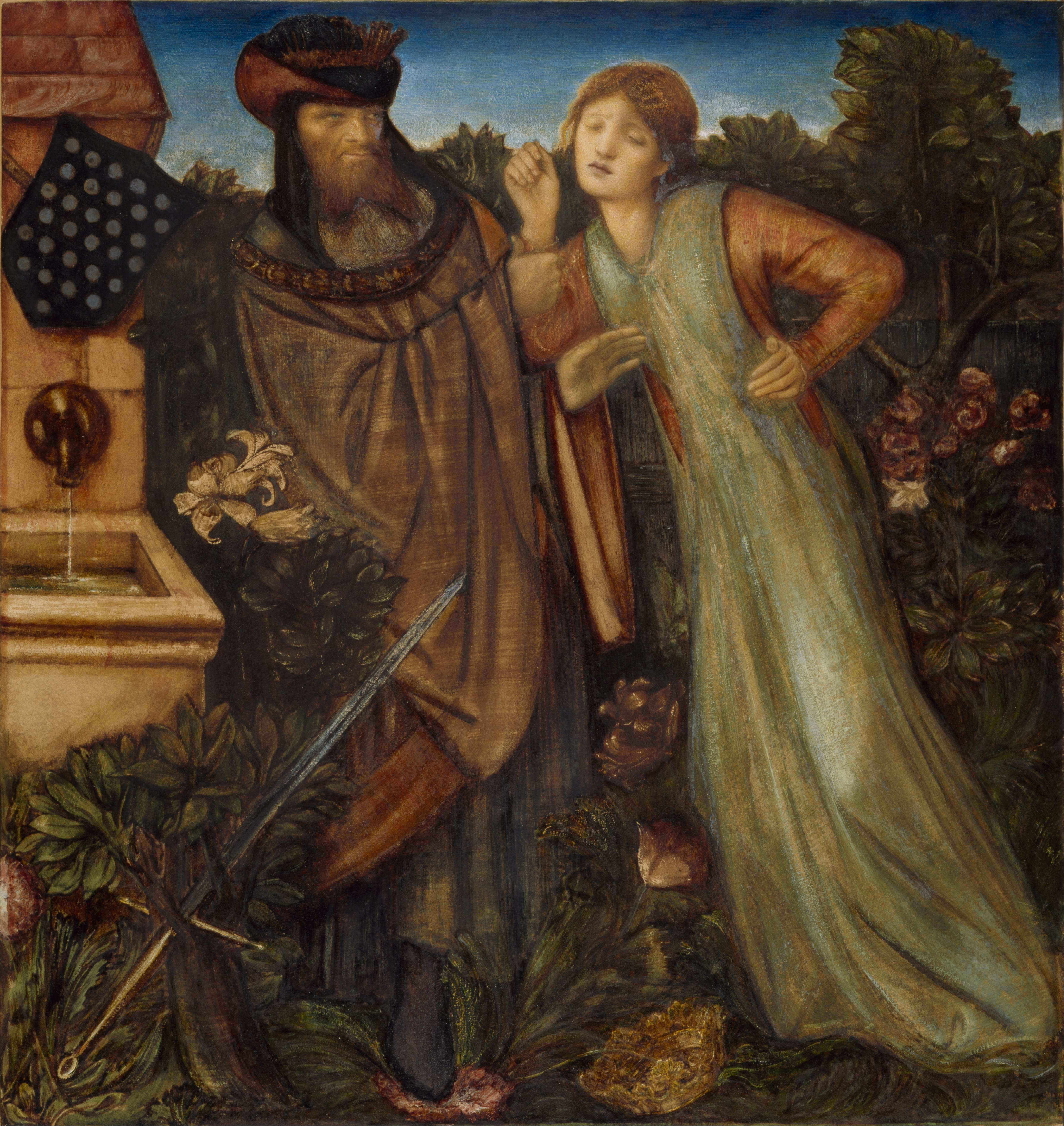
Le roi Marc et la belle Iseult.
Toile du peintre préraphaélite Edward Burne-Jones, Birmingham Museum and Art Gallery, 1862.

- Pierre Garnier, Tristan et Iseult, poème spatial (préface d'Ilse Garnier, suivi du Journal de composition de Tristan et Iseult), André Silvaire, 1981.
- Tristran, poème de Gérard Cartier (Obsidiane, 2010), restitue l’ambigüité que les altérations du temps donnent aux anciens manuscrits. L'auteur interprète librement la légende, transportée à la fin du dernier siècle, au milieu de la crise irlandaise qui secoue alors le Royaume-Uni : mais seul importe l’amour sauvage et désespéré unissant les amants, qui ne peut se résoudre que dans la mort : Ils veulent subir cette passion qui les blesse / Et que toute leur raison condamne…
- Yann Brekilien, dans son roman Iseult et Tristan (noter l’inversion des prénoms), replace l’histoire dans son contexte mythologique afin de montrer le mythe dans son sens primitif. Il redonne à Iseut la place qu’avait la femme celte dans la société, c’est-à-dire l’égale de l’homme (voir la reine Medb qui déclenche la Razzia des vaches de Cooley, pour égaler en patrimoine son époux, le roi Ailill). Elle est l’initiatrice de la fuite avec son amant, affirmant son indépendance, ce qui était inconcevable pour les trouvères normands. Éditions du Rocher, 2001
- La « restitution » de René Louis (1972) : l'auteur a adopté un point de vue plus archaïque, moins courtois, moins chrétien aussi, en un mot plus celtique que celui de Joseph Bédier. Ceci apparaiî particulièrement dans le chapitre nommé Le serment ambigu - où c'est la ruse d'Iseut et plus encore celle de Brangien qui est à l'œuvre, et non Dieu comme dans Bédier avec le fer rouge - ainsi que dans l'épisode de « L'eau hardie » qui renvoie directement à la tradition irlandaise à travers le conte de Diarmaid et Grainne. N'oublions pas qu’Iseut est la fille du roi d'Irlande, que son frère le Morholt est un géant, et sa mère une magicienne experte en « boires herbés ». Or Iseut a appris la science de sa mère. Quant à la fin, Tristan blessé la requiert, c'est par amour, bien sûr, mais aussi parce qu'elle est la seule à pouvoir trouver le remède à la blessure empoisonnée (comme la Reine d'Irlande l'avait fait des années auparavant avec la blessure qu'il avait subie du Morholt). Iseut est un exemple important de ces femmes que nous montre la tradition celtique[non neutre] : femmes libres qui choisissent leur destin, dut-il les mener à la mort, et n'hésitant pas pour cela à user d'artifices puisque par essence, chez les Celtes toutes les femmes sont fées. Très intéressants à ce sujet les notes et commentaires en fin d'ouvrage notamment à propos des rapports entre le philtre d'amour et la geis (parole aux vertus magiques) si prégnante dans la tradition irlandaise. Chez René Louis, Brangien la servante ne se trompe pas, elle sert le « vin herbé » en toute connaissance de cause (avec l'accord plein et entier d'Iseut) en prononçant bien haut « Reine Iseut, prenez ce breuvage qui a été préparé en Irlande pour le roi Marc ! » Or Tristan n'entend rien. Ce qui montre également que Brangien est bien autre chose qu'une simple servante. Elle nous renvoie aux innombrables « pucelles » du cycle arthurien, toutes qualifiées de sages, pieuses et avisées qui sont un avatar tardif des innombrables fées omniprésentes dans les mythes celtiques (voir Lunette dans Yvain de Chrétien de Troyes).
- Joseph Loth s'est intéressé à la toponymie et a cherché en Cornouailles les lieux où se déroule l'histoire, identifiant d'une manière plausible le Malpas au sud de Truro, Lancien/Lantyne entre Castle Dore (en) et la rivière Fowey, Blanchelande, Constantine, le saut de Tristan dit aujourd'hui saut de la chapelle au sud de Mévagissey, la forêt de Moresk (Truro), etc; tous ces lieux se trouvent en Cornouailles, voir la bibliographie.

### Adaptations théâtrales
- 1929 : Tristan et Iseut, pièce en trois actes, un prologue et 8 tableaux de Joseph Bédier et Louis Artus ; La Petite Illustration (no 434 - théâtre no 231), 15 juin 1929, 26pp (musique non notée) - Tristan et Iseut a été représenté à Paris pour la première fois le 19 mars 1929, sur la scène du théâtre Sarah-Bernhardt, puis à Nice, le 30 janvier 1929, au Palais de la Méditerranée, musique de scène de Paul Ladmirault.
- 2005 : Tristan et Yseult de Pierre-Yves Lemieux, Lanctôt éditeur (Montréal) dans une mise en scène de Alice Ronfard.
- 2007 : Tristan et Yseut de Paul Emond, Maelström éditions, création au Festival de Théâtre de Spa, par les « Baladins du Miroir », dans une mise en scène de Nele Paxinou.
- 2013 : Tristan et Yseult, tragédie en vers de Jean Hautepierre (éditions Pardès).
- 2014 : Tristan de Éric Vigner

### Audiovisuel

#### Filmographie
- 1911 : Tristan et Yseult d'Albert Capellani ;
- 1911 : Tristan et Yseult d'Ugo Falena ;
- 1920 : Tristan et Yseult de Maurice Mariaud, scénario de Franz Toussaint en collaboration avec Jean-Louis Bouquet ;
- 1943 : L'Éternel Retour de Jean Delannoy, écrit par Jean Cocteau, avec Jean Marais et Madeleine Sologne ;
- 1972 : Tristan et Iseult d’Yvan Lagrange (durée 1 heure) avec une musique du groupe Magma ;
- 1998 : Le Cœur et l'Épée de Fabrizio Costa, non traduit ni diffusé en France ;
- 2000 : Tristan et Iseult, la légende oubliée (Tristan and Isold, the lost legend), série d'animation produit par Arès Films sur une idée originale de Pierre Métais, diffusé sur France Télévisions, Gulli, la Rai[12] ;
- 2002 : Tristan et Iseut, film d'animation de Thierry Schiel ;
- 2006 : Tristan et Yseult de Kevin Reynolds, avec James Franco et Sophia Myles, produit par Ridley Scott et Tony Scott.

#### Séries télévisées
- Dans la série britannique Merlin, Tristan (incarné par Ben Daniels) et Iseut (incarnée par Miranda Raison) apparaissent dans les deux derniers épisodes de la saison 4.

### Musique
- Olivier Messiaen a composé une trilogie sur le thème de Tristan et Iseult, thème d'amour et de mort : la première partie de ce triptyque est le cycle de mélodies Harawi, chant d'amour et de mort (1945), la partie centrale est la Turangalîla-Symphonie (1946–1948) et la troisième partie est Cinq Rechants (1948), pour chœur a cappella.
- Joel Cohen, Tristan et Iseult : une légende du Moyen Âge en musique et en poésie, enregistré en 1987 à Boston, Church of the Covenant (Boston) (en), avec Andrea von Ramm (mezzo-soprano), Anne Azéma (soprano), Henri Ledroit (haute-contre), Ellen Hargis (soprano), Richard Morrison (baryton), William Hite (ténor), édité par Warner en 1989.
- Bruno Giner a composé en 2003 une musique de scène pour La Chambre aux images, spectacle pour conteur, flûtes à bec, viole de gambe et petites percussions, dont le livret de Clément Riot est inspiré par la légende médiévale.
- Jean-Louis Murat reprend l'histoire de Tristan et Iseut dans son album Tristan, sorti en 2008.
- Gwennyn compose une chanson bilingue (français/breton) inspirée de la tragédie des deux amants, intitulée Tristan et Yseult dans son album B e o, sorti en 2013 (Coop Breizh).
- Jean-Yves Le Ven compose et enregistre l'oratorio pour chœur et instruments Izild a Vreizh (« Iseult de Bretagne ») en 2014, sorti en CD par Coop Breizh.

#### Opéras

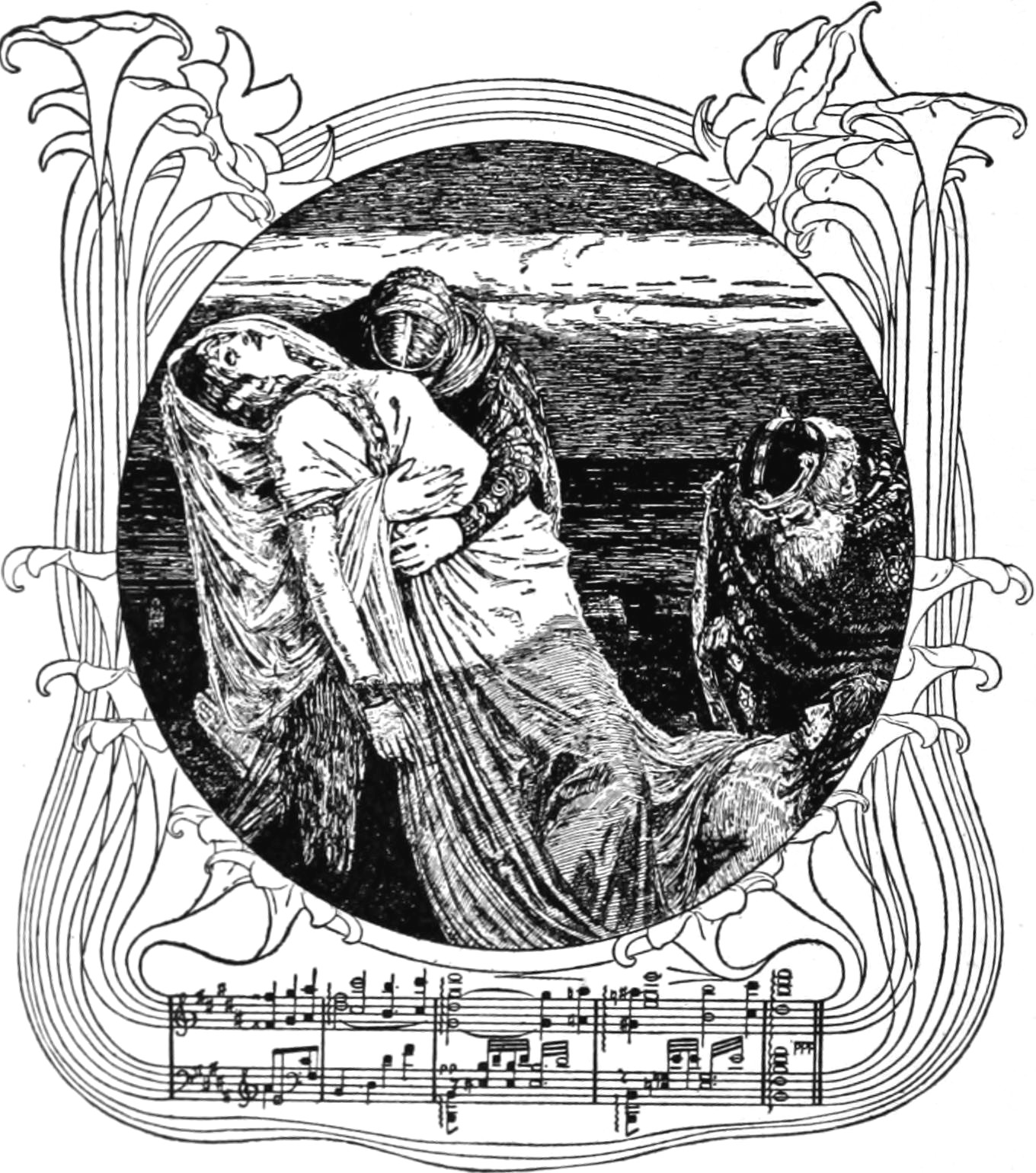
Illustration de Franz Stassen pour l'opéra Tristan und Isolde de Richard Wagner.

- Richard Wagner a composé un opéra intitulé Tristan und Isolde (création en 1865).
- Karol Szymanowski dans l’une des pièces de ses Masques (1915-1916), Tantris le bouffon, où Tantris, inversion de Tristan, se déguise en bouffon afin d’essayer d’approcher Iseut ; ce morceau est inspiré par la pièce de théâtre d’Ernst Hardt (en).
- Charles Tournemire a composé un opéra sur le texte de Albert Pauphilet, La Légende de Tristan, 1926
- Paul Ladmirault a composé une musique de scène pour la pièce de théâtre Tristan et Iseult de Joseph Bédier et Louis Artus, Nantes, 1929.
- Frank Martin a composé un opéra intitulé Le Vin herbé, dont le livret est constitué d'extraits du livre Le roman de Tristan et Iseut, par Joseph Bédier (1938 et 1940-1941).
- Ẁurdah Ïtah de Magma (bande originale du film Tristan et Iseult) en 1974.

#### Spectacles musicaux
- 2001 : Tristan et Yseult, légende musicale de Pierre Cardin.
- 2014 : Tristan & Yseult, le Ballet Symphonique Celtique d'Alan Simon

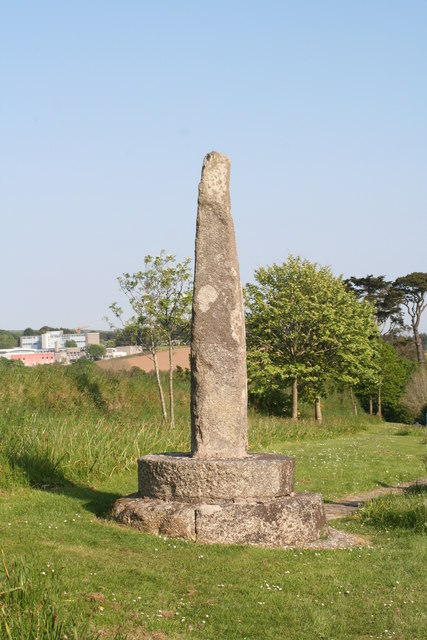
La pierre de Tristan en Cornouailles, vestige daté de c. 550 d'un règne trans Manche, mentionnait aussi la reine Iseult et a pu inspirer, à six siècles d'écart, la légende.

### Arts visuels

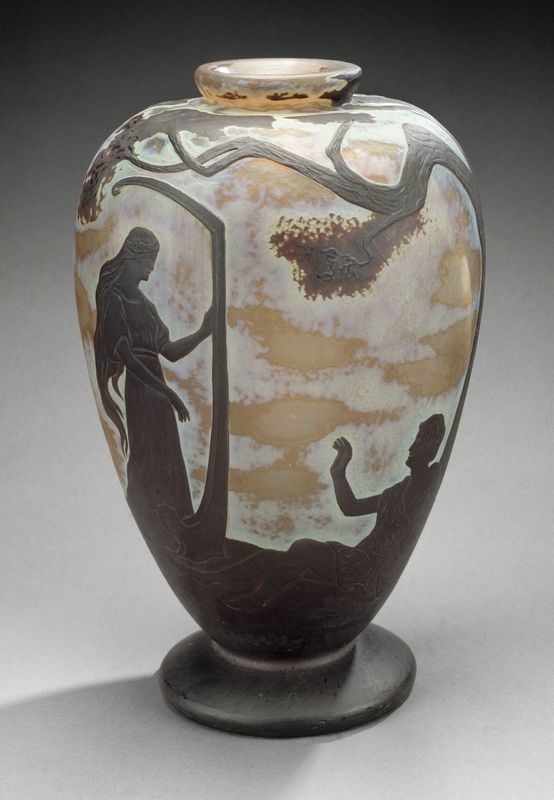
Vase Tristan et Yseult, manufacture Daum en collaboration avec Jacques Grüber, 1897, musée des Beaux-Arts de Nancy.

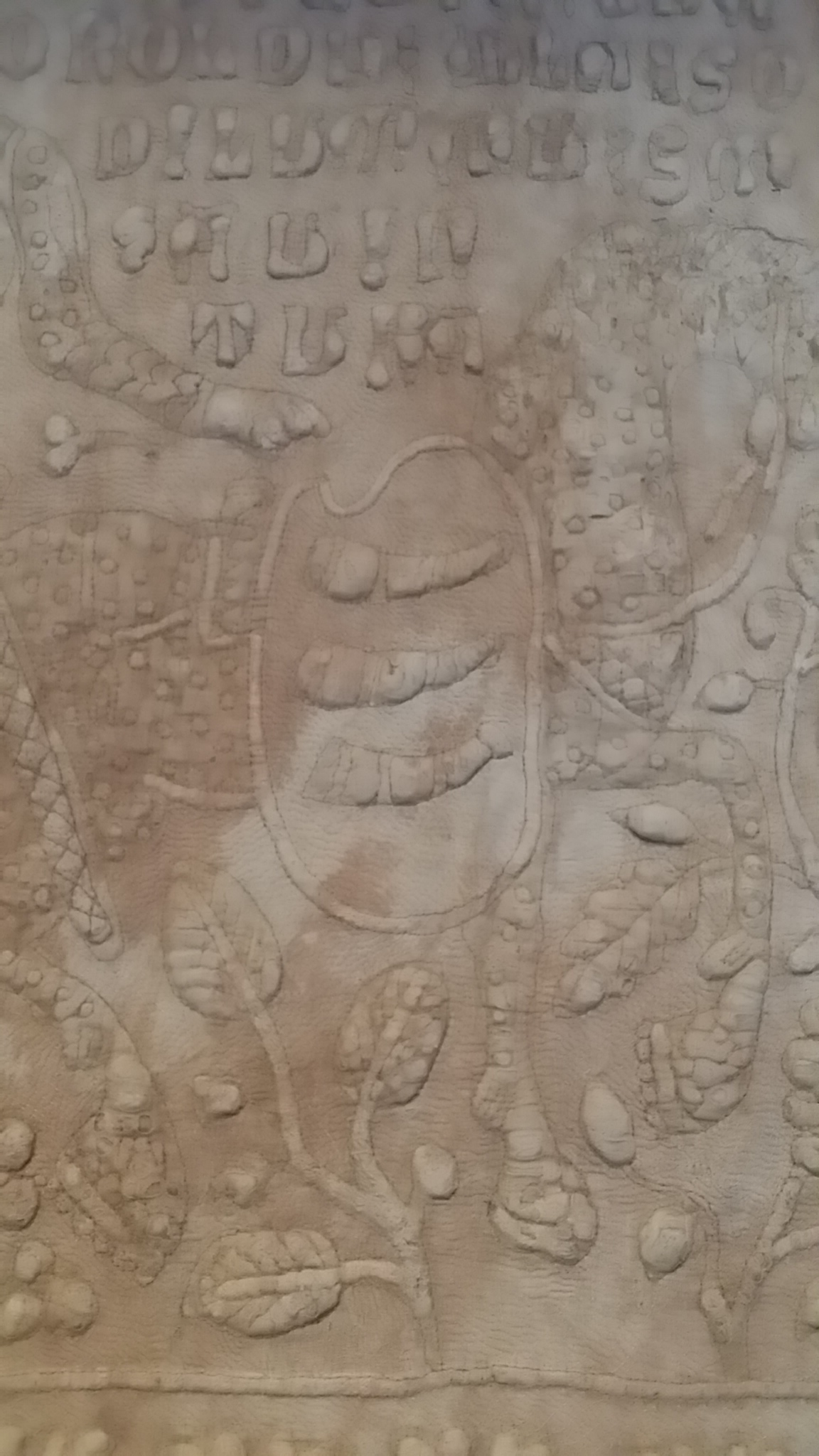
Courtepointe de Guicciardini ou le bouclier de Tristan (Tristan Quilt, XIVe siècle), portant trois cornes de chasse, fragment du Victoria and Albert Museum.

#### Textiles
- Courtepointe de Guicciardini ou Tristan Quilt (en). Boutis de la fin du XIVe siècle. Conservé en plusieurs parties : Londres, Victoria and Albert Museum ; Florence, musée national du Bargello ; Florence, collection privée.

#### Peinture
- Fresques (XIVe siècle) du donjon du château de Saint-Floret (Puy-de-Dôme).
- Giovanni del Ponte, panneau représentant Pâris et Hélène et Tristan et Yseut (début du XVe siècle). Cracovie, musée Czartoryski.

#### Arts décoratifs
- Vase Tristan et Yseult, manufacture Daum en collaboration avec Jacques Grüber, 1897.

#### Sculpture
- La pierre de Tristan (de), menhir situé à Fowey (Cornouailles) en Angleterre.